# Màtria

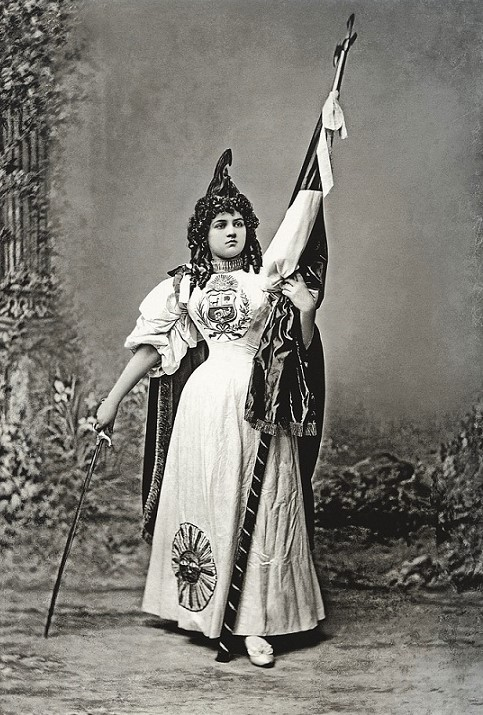
Mare pàtria, personalització de la República del Perú.

Màtria (castellà: matria, portuguès: mátria) és un neologisme utilitzat per algunes escriptores com Isabel Allende per representar la reconstrucció de el terme pàtria, aquest terme s'atribueix a Plutarc ja en l'antiga Grecia, i al segle XVII en llengua castellana es refereix a la propia terra. Per Miguel de Unamuno, el terme evocaria la feminització dels atributs associats a la nacionalitat, la mateixa lògica que plantejava Jorge Luis Borges al referir-se metafòricament a la «naturalesa-mare».
En l'antiguitat clàssica va ser utilitzada per fer referència a la pròpia terra de naixement i del sentiment. Es manté gràcies a la tradició literària i poètica, principalment en les llengües gallega i portuguesa. Edgar Morin la fa servir en referir-se a la matria Europa, mentre que Miguel de Unamuno la utilitza per referir-se a la matria basca. Julia Kristeva identifica aquest terme amb «un altre espai» que no té a veure amb la terra de naixement, ni amb la legitimació de qualsevol Estat, sinó amb un lloc interior en el qual crear un «espai pròpi».
L'antropòleg Andrés Ortiz-Osés contraposa la pàtria espanyola a la matria basca per intentar explicar l'origen de la violència etarra, mentre que des d'una mirada feminista, la filòsofa Victoria Sendón de León ho identifica amb una visió nova de conceptes, com ara, identitat, raça, llengua, religió, tradició o sexe.
El substantiu pàtria és de gènere femení i s'utilitza habitualment juntament amb mare a la expressió mare pàtria. El neologisme matria, no está recollit al diccionari de la RAE, i s'utilitza en camps com la antropologia i els estudis de gènere. Aquest terme no es l'equivalent al terme anglès Motherland. En aquest idioma els substantius no tenen gènere gramatical, de manera que a land (terra) se li afegeix father (pare) o mother (mare) per donar dues paraules compostes perfectament sinònimes: Fatherland i Motherland. Totes dues es tradueixen en espanyol com a pàtria.